# Led Zeppelin European Tour 1971
Led Zeppelin European Tour 1971 е концертно турне на Английската рок-група Лед Зепелин в Европа между 3 май и 5 юли 1971 г. То включва и един концерт в Ливърпул, отложен от предишното – британско – турне. В този период са възможни концерти на други, непотвърдени дати.

## История
Обиколката е кратка и се запомня най-вече със сблъсъците между полиция и фенове по време на фестивала в Милано на 5 юли. Събитието пред 15 000 души е прекъснато заради безредици в тълпата. Органите на реда използват сълзотворен газ и групата е принудена да напусне сцената след шест парчета. На запазените снимки се вижда публика, насядала буквално на сантиметри от музикантите. Повредена е и част от апаратурата. По късно Плант си спомня:
Специалните части за борба с безредиците използваха сълзотворен газ. Слязохме от сцената и в същото време, докато бягахме, военните изпомпваха бутилките. Влязохме в съблекалнята, барикадирахме се с медицинския шкаф и сложихме мокри кърпи на главите си. След което счупиха прозорците и ни хвърлиха от улицата няколко противогаза.
Концертът бележи черна страница в кариерата на групата и тя никога повече не се връща в Италия.

## Сетлист
- Immigrant Song
- Heartbreaker
- Since I've Been Loving You
- Dazed and Confused
- Out on the Tiles (интро)/ Black Dog
- Stairway to Heaven
- Going to California
- That's the Way
- What Is and What Should Never Be
- Moby Dick
- Four Sticks (на 3 май)
- Gallows Pole (на 3 май))
- Whole Lotta Love
- Communication Breakdown
- Misty Mountain Hop
- Rock and Roll

## Концерти
| Дата           | Град       | Държава | Място                   |
| -------------- | ---------- | ------- | ----------------------- |
| 3 май 1971 г.  | Копенхаген | Дания   | KB-hallen               |
| 4 май 1971 г.  | Оденсе     | Дания   | Fyns Forum              |
| 10 май 1971 г. | Ливърпул   | Англия  | Liverpool University    |
| 1 юли 1971 г.  | Варшава    | Полша   | Stadion Dziesięciolecia |
| 5 юли 1971 г.  | Милано     | Италия  | Velodromo Vigorelli     |